# Ruth Levy-Berlowitz
Ruth Levy-Berlowitz (geboren 13. September 1925 in Dresden; gestorben um 2020) war eine israelische Dolmetscherin.

## Leben
Ruth Berlowitz war die Tochter des Dresdner Zahnarztes Friedrich L. Berlowitz (1897–1963) und dessen Frau Cecilia „Cilly“ Berlowitz geb. Rowelsky (1900–1985). Sie wuchs am Lukasplatz in der Südvorstadt auf. Nach der Machtergreifung der Nationalsozialisten emigrierte die Familie 1936 nach Palästina. Zwei ihrer Tanten wurden im KZ Majdanek ermordet, eine Cousine überlebte den Holocaust in einem Versteck in Berlin.
In Haifa machte sie das Abitur an einer englischen Schule. Sie studierte ab 1947 in London und jobbte als Assistentin bei einer Kinderpsychiaterin, die ihr Fallstudien diktierte. Nach einem Aufenthalt in Paris und Italien erhielt sie 1952 an der Dolmetscherschule der Genfer Universität ein Dolmetscherdiplom in den Sprachen Englisch, Französisch und Spanisch. In Israel arbeitete sie anschließend als Übersetzerin bei der US-Botschaft.
1961 übernahm Levy-Berlowitz die Aufgabe, im Eichmann-Prozess für den Angeklagten, die Verteidigung, deutsche Journalisten und Prozessbeobachter simultan aus dem Hebräischen, dem Englischen und dem Französischen ins Deutsche zu dolmetschen. Den Urteilstext übersetzte sie vorher schriftlich, bevor sie dessen Verlesung durch Richter Moshe Landau simultan übersetzte. Die Arbeit, die sie sich mit einem weiteren Simultandolmetscher teilte, endete mit dem Abschluss des Revisionsverfahrens am 29. Mai 1962.
Bis zu ihrem Ruhestand arbeitete Levy-Berlowitz als Dozentin an der Schule für Übersetzer der Bar-Ilan University, sie wohnt in Ramat Gan. 1987 dolmetschte sie im ersten Prozess gegen John Demjanjuk aus dem Hebräischen ins Englische.
Ihr hebräisches und deutsches Exemplar des Urteilstextes aus dem Eichmann-Prozess übergab sie 2012 an die Stiftung Haus der Geschichte der Bundesrepublik Deutschland in Bonn.

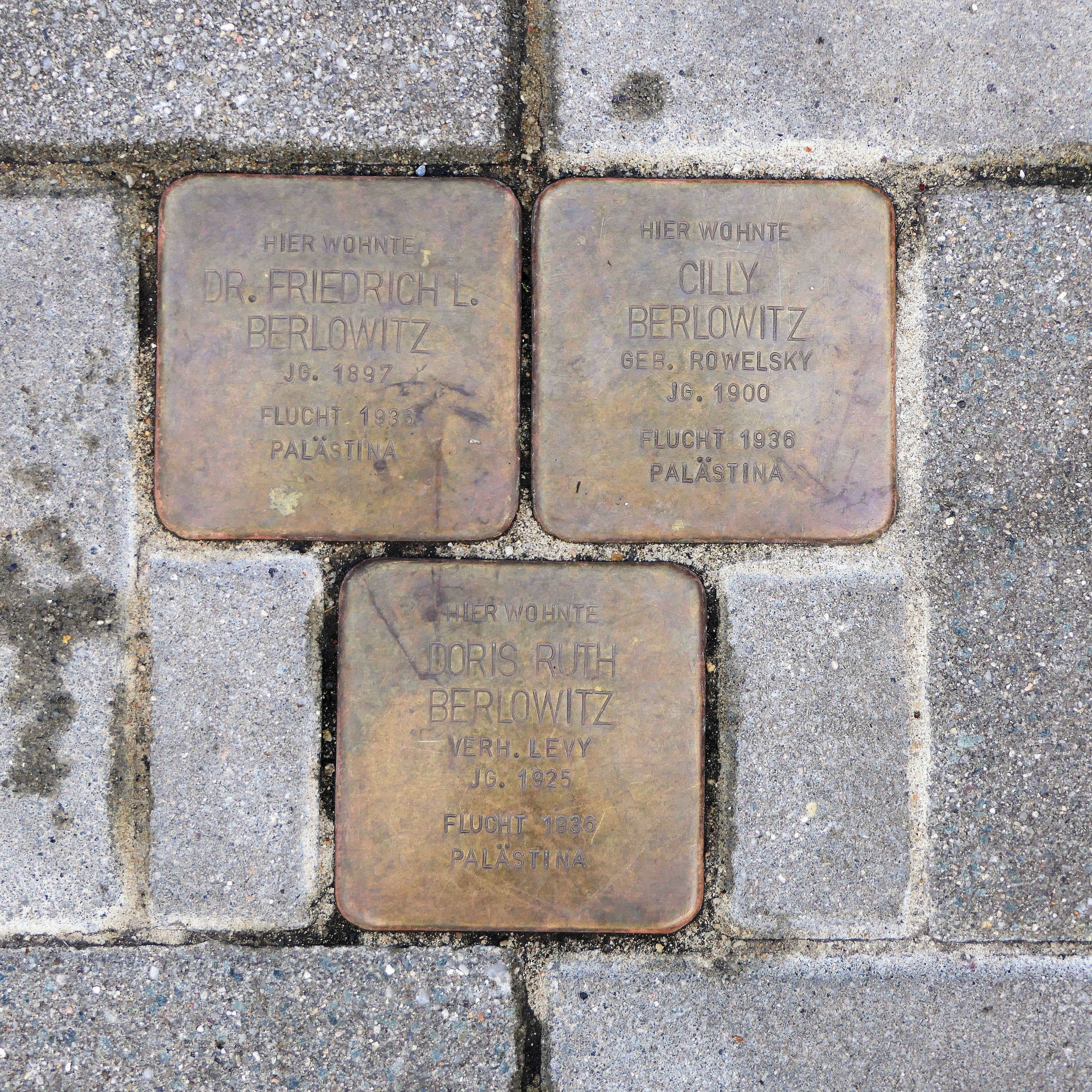
Stolperstein für die Familie Berlowitz in der Lukasstraße 3 in Dresden

Am 23. Mai 2016	wurden in ihrem Beisein in Dresden Stolpersteine für ihre Eltern und sie selbst verlegt.

## Schriften
- Interpreting in multicultural settings. In: Margareta Bowen; David Bowen (Hrsg.): Interpreting, yesterday, today, and tomorrow. State University of New York at Binghamton (SUNY), Binghamton 1990, S. 117–121
- The Linguistic Logistics of the Demjanjuk Trial. In: Paralleles. Band 11, 1989, S. 37–44
- Jacob Kellner: Zwiesprache mit Ziwjah: Das Werden einer neuen Identität; Tagebuch einer Behandlung. Übersetzung: Ruth Levy-Berlowitz. Lambertus-Verlag, Freiburg im Breisgau 1972